# Jade Cargo International
Jade Cargo International (chiń. 翡翠国际货运航空公司; pinyin Fěicùi Guójì Huòyùn Hángkōng Gōngsī) – nieistniejąca linia lotnicza carga z siedzibą i główną bazą w międzynarodowym porcie lotniczym w chińskim mieście Shenzhen.

## Historia
Linia została założona w październiku 2004 jako wspólne przedsięwzięcie chińskich linii lotniczych Shenzhen Airlines (51% udziałów), niemieckich Lufthansa Cargo (25% udziałów) i zarządzanej przez niemiecki rząd German Investment Corporation (24% udziałów). Linie rozpoczęły loty cargo w sierpniu 2006, w 2011 zatrudniały około 390 pracowników. Z końcem 2011 zaprzestały prowadzenie całej działalności operacyjnej.
Flota linii składała się z 6 samolotów typu Boeing 747-400. Obsługiwały loty cargo do 21 miast w Azji, Ameryce Północnej i Europie.